# Sternwind

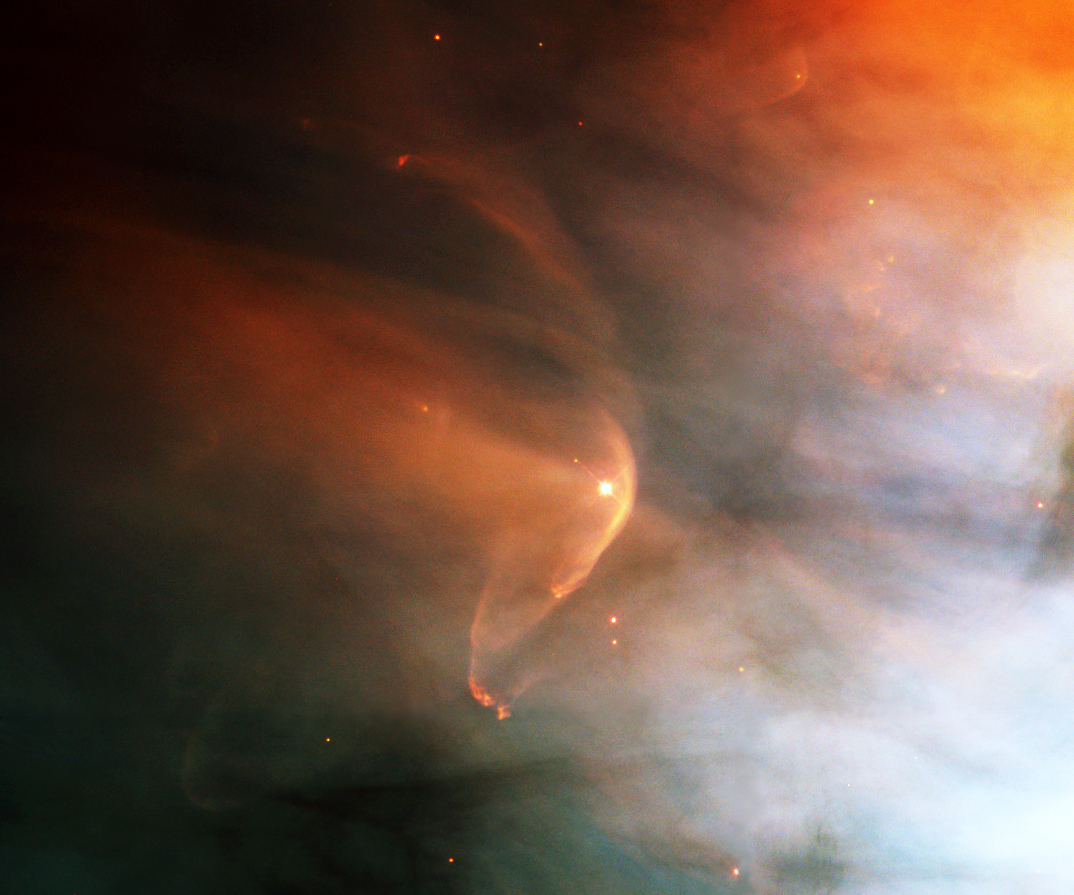
Sichtbare Stoßfront (Bow Shock) des Orionnebels (von rechts) an der Sternwind-Blase des jungen Sterns LL Orionis

Sternwind ist ein kontinuierlicher Strom von Materie, der von der Oberfläche von Sternen ausgeht. Die Windgeschwindigkeiten betragen je nach Sterntyp zwischen einigen zehn und mehreren 1000 km/s, die beobachteten Massenverlustraten reichen von {\displaystyle 10^{-14}} bis {\displaystyle 10^{-3}} Sonnenmassen pro Jahr ({\displaystyle \mathrm {M} _{\odot }/\mathrm {Jahr} }).
Sternwinde sind ein elektrisch leitfähiges Plasma und wechselwirken deshalb entsprechend mit Magnetfeldern. Sie können das Magnetfeld des Sterns weit nach außen tragen und interstellare Materie sowie kosmische Strahlung aus der näheren Umgebung des Sterns fernhalten. Dabei gebildete blasenförmige Strukturen um den Stern werden Astrosphären genannt, im Fall massereicher Sterne auch stellar wind bubbles (englisch für „Sternwind-Blasen“). Der Sternwind der Sonne ist der Sonnenwind, ihre Astrosphäre die Heliosphäre.

## Formen
Es gibt verschiedene Formen von Sternwinden, die sich durch ihren Antriebsmechanismus unterscheiden.
- Winde kühler Sterne wie die von roten Riesen bestehen aus neutralen Atomen und Molekülen wie Kohlenstoffmonoxid, Silikaten und Ähnlichem. Diese staubreichen Winde sind mit nur einigen zehn km/s vergleichsweise langsam. Die Materie wird in der Atmosphäre des Roten Riesen durch Schockwellen aufgrund von Pulsationen beschleunigt. In einem gewissen Abstand vom Stern, bei dem die Temperatur hinreichend abgesunken ist, kondensiert das Gas zu Staub. Die antreibende Kraft ist der Strahlungsdruck auf die Moleküle des Staubes durch Streuung. Die Massenverlustraten können mit bis zu {\displaystyle 10^{-6}\,\mathrm {M} _{\odot }/\mathrm {Jahr} } sehr hoch sein. Solche Winde treten in den Spätphasen der Sternentwicklung auf und sind zum Beispiel für die Entstehung der planetarischen Nebel verantwortlich.[1]

- Bei sonnenähnlichen Hauptreihensternen besteht der Wind aus geladenen Teilchen, meist Protonen und Elektronen. Solche Winde wie der Sonnenwind werden hauptsächlich durch die extremen Temperaturen der Korona von einigen Millionen Kelvin angetrieben. Der dabei wirkende Gasdruck beschleunigt den Wind auf einige hundert km/s. Gegenwärtig verliert die Sonne etwa {\displaystyle 10^{-14}\,\mathrm {M} _{\odot }/\mathrm {Jahr} }, ihr Wind hat daher keinen Einfluss auf den Entwicklungsweg der Sonne.[2] Bei Hauptreihensternen mit einer äußeren Konvektionschicht bildet sich eine Korona. Diese dünne Atmosphäre wird (durch noch nicht vollständig verstandene Prozesse) auf mehrere Millionen Kelvin erwärmt, und in der Folge erreichen die Bestandteile des Plasmas eine Wärmebewegung, die zum Abströmen als Sternwind ausreicht.

- Winde heißer Sterne, etwa ab einer Oberflächentemperatur von 10.000 K, haben dieselbe chemische Zusammensetzung wie die Sternoberfläche selbst. Die meisten Atome sind hierbei einfach oder mehrfach ionisiert. Diese Winde können einige tausend km/s schnell werden. Winde heißer Sterne werden ebenfalls durch den Strahlungsdruck des Zentralsterns angetrieben, aber anders als bei kühlen Winden wirkt er nicht durch Streuung des kontinuierlichen Sternspektrums, sondern durch Absorption in Spektrallinien im ultravioletten Bereich.[3] Die Massenverlustraten reichen von {\displaystyle 10^{-10}\,\mathrm {M} _{\odot }/\mathrm {Jahr} } in Hauptreihensternen über {\displaystyle 10^{-6}\,\mathrm {M} _{\odot }/\mathrm {Jahr} } in Überriesen bis hin zu {\displaystyle 10^{-3}\,\mathrm {M} _{\odot }/\mathrm {Jahr} } in Wolf-Rayet-Sternen. Der extreme Stern η Carinae hat während eines etwa zwanzigjährigen Ausbruchs um 1840 etwa eine halbe Sonnenmasse pro Jahr verloren. Der Sternwind heißer Sterne ist hochgradig inhomogen. Die Inhomogenität kann bei windakkretierenden Röntgendoppelsternen indirekt beobachtet werden. Dabei wird der Sternwind von einem kompakten Stern, einem Weißen Zwerg, einem Neutronenstern oder einem Schwarzen Loch, eingefangen und über eine Akkretionsscheibe auf den Stern transferiert. Beim Aufprall auf der Oberfläche eines Weißen Zwerges oder Neutronensterns wird Röntgenstrahlung als thermische Strahlung frei, die direkt proportional zur Menge des akkretierten Windes ist. Dies ermöglicht, die klumpige Struktur des Sternwinds heißer Sterne zu analysieren.[4]

- Bei manchen Sterntypen, die Material akkretieren, wie etwa die T-Tauri-Sterne, kann sich ein Wind in Form eines Jets bilden. Dabei wird ein Teil des auf den Stern stürzenden Materials durch ein Magnetfeld abgelenkt und längs der Polachse weggeschleudert.[5]

- Die Sternwinde wechselwirkender Doppelsternsysteme können mit hoher Geschwindigkeit kollidieren und dabei Radio-, Röntgen- und Gammastrahlung erzeugen. Solche Systeme nennt man Colliding-Wind Binary.

## Einfluss auf die Entwicklung des Sterns
Während Sternwinde im Hauptreihenstadium keinen großen Einfluss auf die Entwicklung des Sterns haben, werden die späteren Stadien davon entscheidend beeinflusst. Viele massereiche Sterne entwickeln sich am Ende nur deswegen zu Weißen Zwergen und explodieren nicht als eine Supernova, weil sie vorher ausreichend Masse verloren haben.